# Aurélien Chedjou
Aurélien Chedjou (Douala, Camerún, 20 de junio de 1985) es un exfutbolista camerunés que jugaba de defensa.

## Selección nacional
Fue internacional con la selección de fútbol de Camerún y jugó 48 partidos internacionales.

### Participaciones en Copas del Mundo
| Mundial                        | Sede      | Resultado    |
| ------------------------------ | --------- | ------------ |
| Copa Mundial de Fútbol de 2010 | Sudáfrica | Primera fase |
| Copa Mundial de Fútbol de 2014 | Brasil    | Primera fase |

## Clubes
| Club                      | País    | Año       |
| ------------------------- | ------- | --------- |
| Pau F. C.                 | Francia | 2003-2004 |
| A. J. Auxerre             | Francia | 2004-2006 |
| F. C. Rouen               | Francia | 2006-2007 |
| Lille O. S. C.            | Francia | 2007-2013 |
| Galatasaray S. K.         | Turquía | 2013-2017 |
| Estambul Başakşehir F. K. | Turquía | 2017-2019 |
| Bursaspor (cedido)        | Turquía | 2018-2019 |
| Amiens S. C.              | Francia | 2019-2020 |
| Adana Demirspor           | Turquía | 2020-2021 |

## Palmarés

### Títulos nacionales
| Título               | Club              | País    | Año  |
| -------------------- | ----------------- | ------- | ---- |
| Copa de Francia      | Lille O. S. C.    | Francia | 2011 |
| Ligue 1              | Lille O. S. C.    | Francia | 2011 |
| Supercopa de Turquía | Galatasaray S. K. | Turquía | 2013 |
| Copa de Turquía      | Galatasaray S. K. | Turquía | 2014 |
| Superliga de Turquía | Galatasaray S. K. | Turquía | 2015 |
| Copa de Turquía      | Galatasaray S. K. | Turquía | 2015 |
| Supercopa de Turquía | Galatasaray S. K. | Turquía | 2015 |
| Copa de Turquía      | Galatasaray S. K. | Turquía | 2016 |
| Supercopa de Turquía | Galatasaray S. K. | Turquía | 2016 |